# Braun HT
Braun HT auch Braun HTK ist ein rötlich-brauner synthetischer Azofarbstoff, der in der EG als Lebensmittelzusatzstoff E 155 zur Färbung verschiedener Lebensmittel zugelassen ist.

## Eigenschaften
Braun HT ist sehr temperatur- und lichtbeständig.

## Verträglichkeit
Braun HT kann sich in Nieren und Lymphgefäßen ablagern und Allergien auslösen. Die erlaubte Tagesdosis beträgt 0–3 Milligramm pro Kilogramm Körpergewicht.

## Verwendung
Gemäß der Verordnung (EG) Nr. 1333/2008 ist Braun HT nur für bestimmte Lebensmittel zugelassen. Der Farbstoff darf zur Kennzeichnung von Fleisch verwendet werden.
Hauptsächlich wird dieser Farbstoff in Süßwaren wie z. B. Schokolade verwendet.